# Майоли, Ива
Ива Майоли (хорв. Iva Majoli; 12 августа 1977, Загреб, Югославия) — хорватская теннисистка. Лучшая теннисистка Хорватии всех времён. Стала профессионалом в 1991 году. В 1993 году в 16 лет пробилась в 4-й круг «Ролан Гарроса». В первый раз вышла в финал в 1994 году в Осаке, когда проиграла Магдалене Малеевой. Через год выиграла свой первый турнир. Было это в Цюрихе.
В 1996 году выиграла ещё два турнира. В 1997 году провела лучший сезон в карьере. Выиграла в Ганновере и Гамбурге. Также стала победительницей «Ролан Гарроса». В финале обыграла Мартину Хингис. В том сезоне Хингис для завоевания «Большого шлема» не хватило лишь победы в Париже — остальные 3 турнира она выиграла.